# 高美町 (八尾市)
高美町（たかみちょう）は、大阪府八尾市の地名。現行行政地名は高美町一丁目から高美町七丁目。住居表示は実施済み。
現住所表記施行前の大字八尾、庄之内、成法字、今井、別宮、八尾座の各地域の一部が交雑していた。大字安中の一部も含まれていた。
昭和39年の現住所表記変更時に周囲の地域とともに整理されて新しく設置された。

## 歴史・概要
令制国一覧 > 畿内 > 河内国 > 若江郡 > 庄之内村、成法寺村、今井村、別宮村、八尾座村、八尾村ほか
江戸時代の頃から西側に位置する村々の支配地が交雑した「八か村交雑地」の一部で、八尾街道沿道に連なる各村の東に位置する農業地だった。戦後、萱振曙川線（現：府道八尾道明寺線）が開通してから住宅地・商業地として発展。

## 地理
青山町交差点（大阪港八尾線、八尾道明寺線（通称：青山通り）の南西、南北約1.7km・東西約200m強の細長い地域である。八尾道明寺線沿いに商店が並ぶ。公共施設も多い。

## 世帯数と人口
2020年（令和2年）3月31日現在（八尾市発表）の世帯数と人口は以下の通りである。
| 丁目                 | 世帯数    | 人口    |
| -------------------- | --------- | ------- |
| 高美町一丁目・二丁目 | 512世帯   | 1,036人 |
| 高美町三丁目         | 164世帯   | 378人   |
| 高美町四丁目         | 285世帯   | 594人   |
| 高美町五丁目         | 239世帯   | 639人   |
| 高美町六丁目         | 112世帯   | 236人   |
| 高美町七丁目         | 113世帯   | 222人   |
| 計                   | 1,425世帯 | 3,105人 |

### 人口の変遷
国勢調査による人口の推移。
| 1995年（平成7年）  | 3,059人 | [ 5 ] |  |
| 2000年（平成12年） | 3,080人 | [ 6 ] |  |
| 2005年（平成17年） | 3,125人 | [ 7 ] |  |
| 2010年（平成22年） | 2,581人 | [ 8 ] |  |
| 2015年（平成27年） | 2,726人 | [ 9 ] |  |

### 世帯数の変遷
国勢調査による世帯数の推移。
| 1995年（平成7年）  | 1,043世帯 | [ 5 ] |  |
| 2000年（平成12年） | 1,125世帯 | [ 6 ] |  |
| 2005年（平成17年） | 1,201世帯 | [ 7 ] |  |
| 2010年（平成22年） | 1,023世帯 | [ 8 ] |  |
| 2015年（平成27年） | 1,074世帯 | [ 9 ] |  |

## 学区
市立小・中学校に通う場合、学区は以下の通りとなる（2020年5月時点）。
| 丁目         | 番   | 小学校               | 中学校             |
| ------------ | ---- | -------------------- | ------------------ |
| 高美町一丁目 | 全域 | 八尾市立高美小学校   | 八尾市立高美中学校 |
| 高美町二丁目 | 全域 | 八尾市立高美小学校   | 八尾市立高美中学校 |
| 高美町三丁目 | 全域 | 八尾市立高美小学校   | 八尾市立高美中学校 |
| 高美町四丁目 | 全域 | 八尾市立高美南小学校 | 八尾市立高美中学校 |
| 高美町五丁目 | 全域 | 八尾市立高美南小学校 | 八尾市立高美中学校 |
| 高美町六丁目 | 全域 | 八尾市立高美南小学校 | 八尾市立高美中学校 |
| 高美町七丁目 | 全域 | 八尾市立高美南小学校 | 八尾市立高美中学校 |

## 事業所
2016年（平成28年）現在の経済センサス調査による事業所数と従業員数は以下の通りである。
| 丁目         | 事業所数  | 従業員数 |
| ------------ | --------- | -------- |
| 高美町一丁目 | 50事業所  | 452人    |
| 高美町二丁目 | 11事業所  | 109人    |
| 高美町三丁目 | 15事業所  | 263人    |
| 高美町四丁目 | 20事業所  | 127人    |
| 高美町五丁目 | 10事業所  | 103人    |
| 高美町六丁目 | 26事業所  | 219人    |
| 高美町七丁目 | 11事業所  | 150人    |
| 計           | 143事業所 | 1,423人  |

## 主な施設
- 八尾高美郵便局（1丁目）
- 高美中学校 （2丁目）
- 高美小学校 （3丁目）
- 八尾税務署 （3丁目）
- 八尾市消防本部（5丁目）
- 八尾市清掃庁舎（5丁目）
- 雇用促進住宅別宮宿舎（5丁目）
- 高美南小学校 （6丁目）

## 交通
主要道路
- 大阪府道5号大阪港八尾線
- 大阪府道174号八尾道明寺線
- 大阪府道182号柏村南本町線

## その他

### 日本郵便
- 郵便番号 : 581-0017[2]（集配局：八尾郵便局[12]）。

## 脚註
1. 1 2 3  “町丁字別人口・世帯数（令和2年3月末日現在）”.   八尾市 (2020年4月9日). 2020年5月6日閲覧。
2. 1 2  “高美町の郵便番号”.  日本郵便. 2019年8月15日閲覧。
3. ↑  “市外局番の一覧”.   総務省. 2019年6月24日閲覧。
4. ↑  “住居表示の実施区域一覧”.   八尾市 (2014年5月19日). 2020年5月6日閲覧。
5. 1 2  “平成7年国勢調査の調査結果(e-Stat) - 男女別人口及び世帯数 －町丁・字等”.   総務省統計局 (2014年3月28日). 2019年8月16日閲覧。
6. 1 2  “平成12年国勢調査の調査結果(e-Stat) - 男女別人口及び世帯数 －町丁・字等”.   総務省統計局 (2014年5月30日). 2019年8月16日閲覧。
7. 1 2  “平成17年国勢調査の調査結果(e-Stat) - 男女別人口及び世帯数 －町丁・字等”.   総務省統計局 (2014年6月27日). 2019年8月16日閲覧。
8. 1 2  “平成22年国勢調査の調査結果(e-Stat) - 男女別人口及び世帯数 －町丁・字等”.   総務省統計局 (2012年1月20日). 2019年8月16日閲覧。
9. 1 2  “平成27年国勢調査の調査結果(e-Stat) - 男女別人口及び世帯数 －町丁・字等”.   総務省統計局 (2017年1月27日). 2019年8月16日閲覧。
10. ↑  “住所からの校区一覧”.   八尾市. 2020年5月6日閲覧。
11. ↑  “平成28年経済センサス－活動調査 / 事業所に関する集計 産業横断的集計 都道府県別結果”.   総務省統計局 (2018年6月28日). 2019年10月23日閲覧。
12. ↑  “郵便番号簿 2019年度版” (PDF).   日本郵便. 2019年11月4日閲覧。